# Краткорепи плавац
Краткорепи плавац (лат. Cupido argiades) врста је лептира из породице плаваца (лат. Lycaenidae).

## Опис врсте
Лако се распознаје по наранџастим туфнама на задњем крилу.

## Распрострањење и станиште
Среће се готово свуда, обично покрај шумских путева и њива. Најчешћа врста из овог рода широм Европе. 

## Биљке хранитељке
Основне биљке хранитељке су звездан (Lotus corniculatus), ајчица (Coronilla varia) и друге лептирњаче.